# Cubelo Elevador Semi-Portal em Toruń

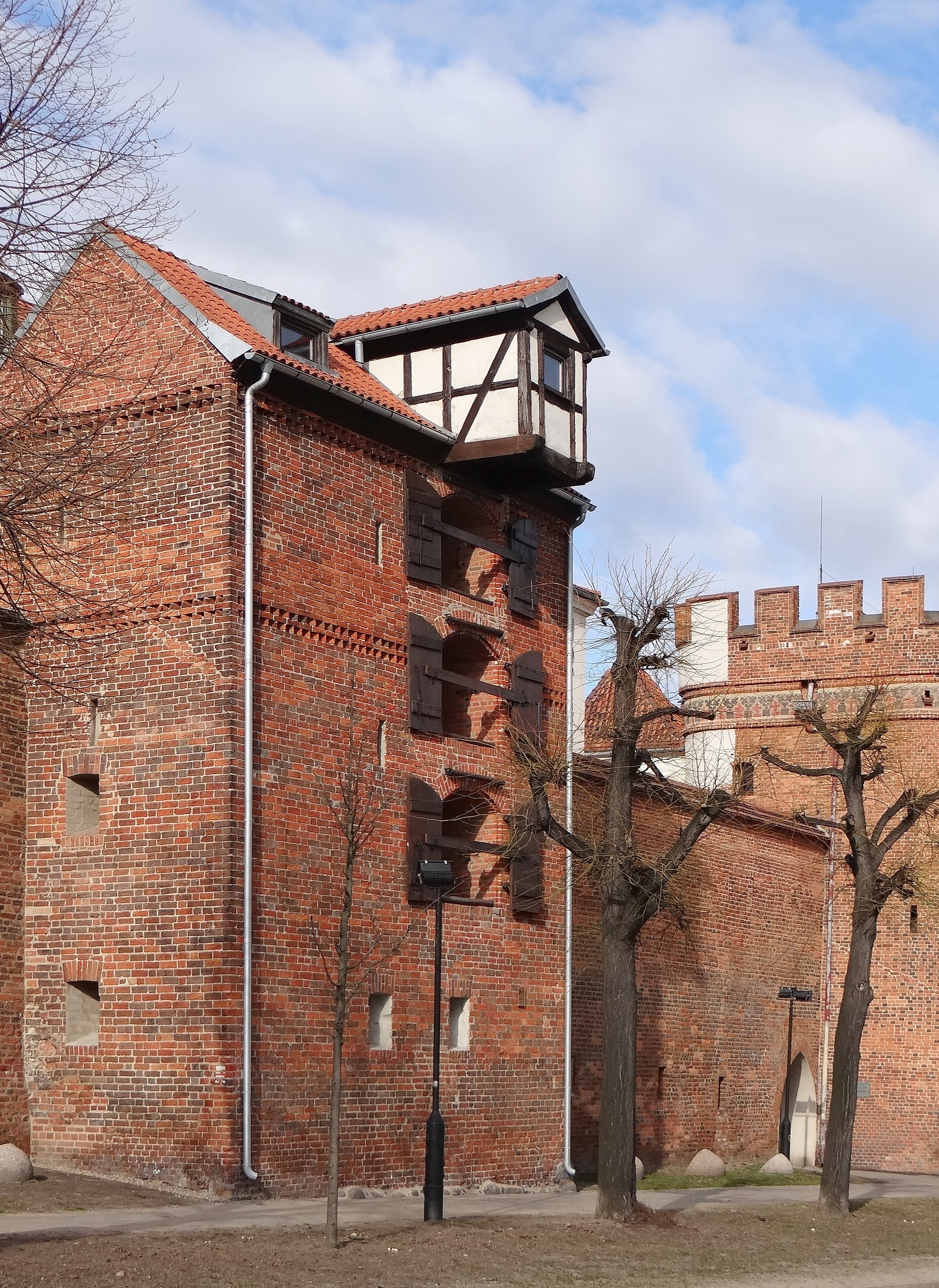
Cubelo Elevador Semi-Portal

Cubelo Elevador Semi-Portal em Toruń – uma das noves, preservados até hoje, cubelos da muralha da cidade Toruń.

## Localização
Cubelo fica na parte sul do complexo da Cidade Velha, sob Bulevar de Filadélfia 3, ocidente da Portão de Ponte.

## História
Cubelo foi construído no fim do século XIII. O seu nome tem na origem de função do equipamento de manipulação que cumpriu. Em 1823 o cubelo foi desenvolvido e juntado com Celeiro Sueco sob a rua Mostowa 1, que ficava dentro do cubelo. Isso permitiu usar a [função] dela completamente.

## Arquitectura
Cubelo foi construído no plano do quadrado, de tijolo gótico, em composição vendiano. Depois de reconstrução no século XIX, tem 4 andares e o ático utilizável; a divisão original dos andares foi diferente o que mostra os frisos góticos de tijolo posto inclinado. No rés-do-chão ficam fendas para tirar do século XIX, ajustadas a arma do fogo. Nos pisos mais altos, ficam orifícios grandes fechadas sequencial, com a veneziana de madeira. No ático fica elevador semi-portal de madeira com um mecanismo preservado. Do lado Norte, o cubelo é ligado com edifício sob a rua Mostowa 1 (chamado Celeiro Sueco, agora Hotel Spichrz) por um conector suspenso da construção esquelética. Cubelo está coberto por um tecto formado pelas 2 águas da cobertura.

## Galeria

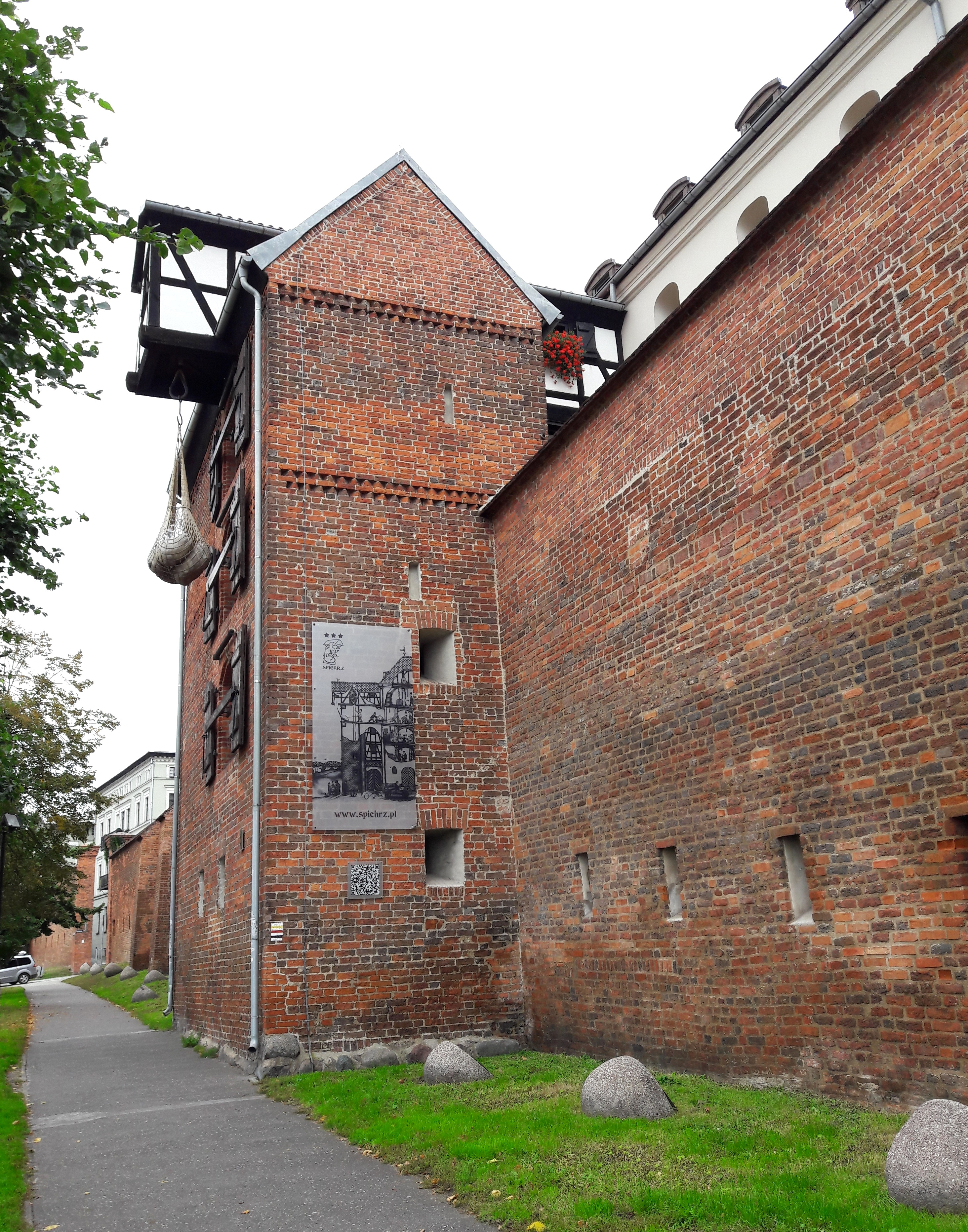
a vista do lado ocidental
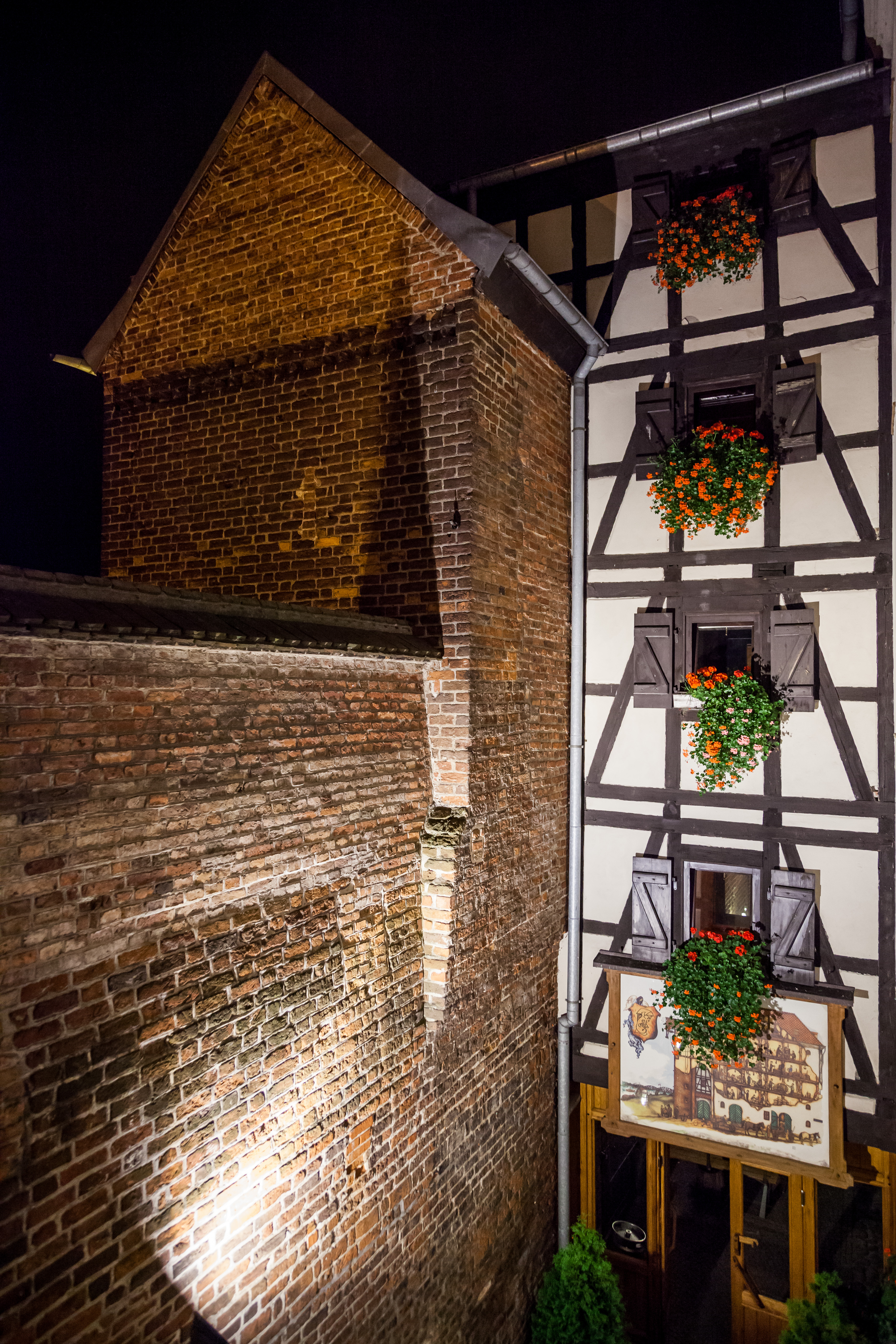
a vista do Hotel Spichrz ao cubelo e conector do século XIX
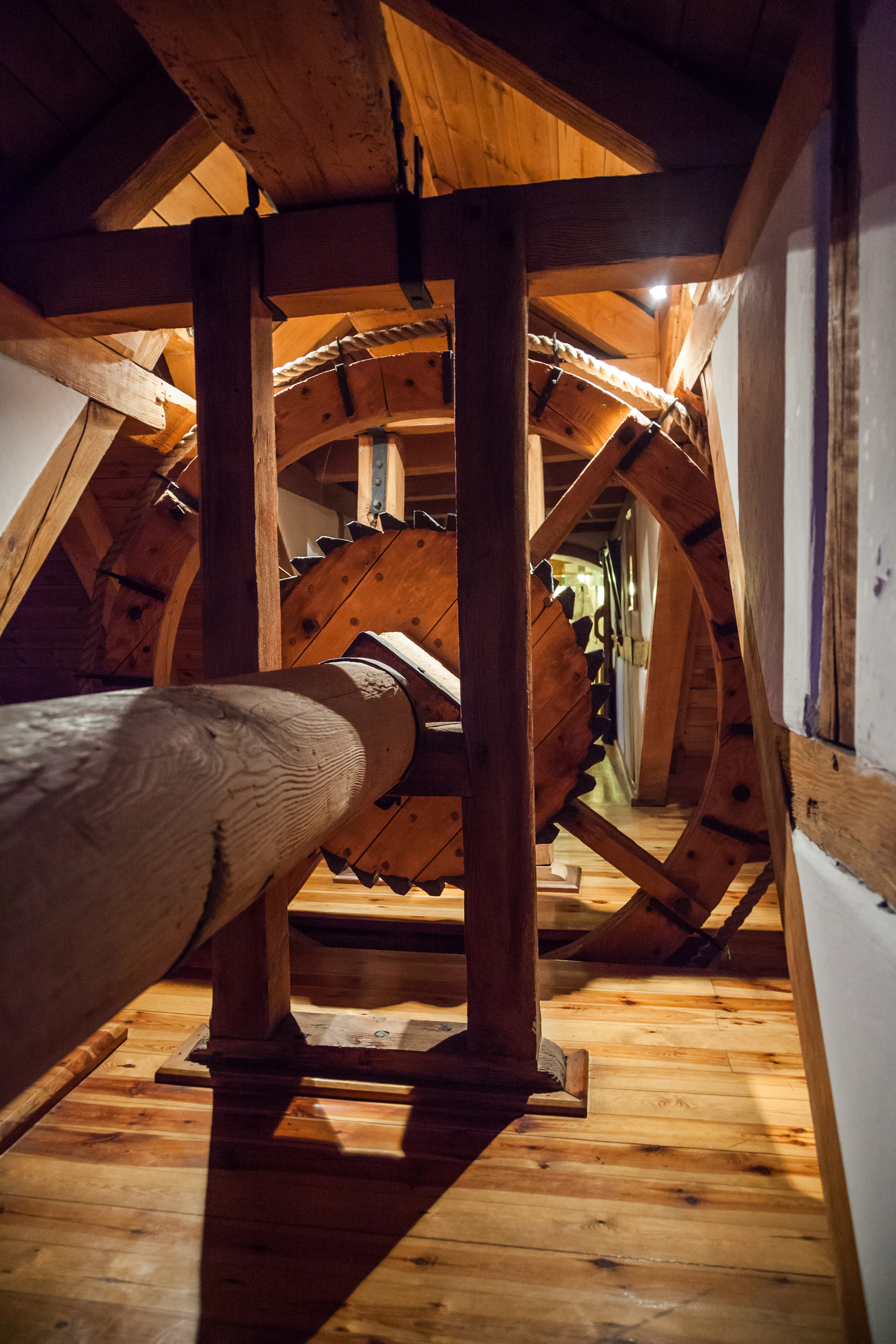
o mecanismo de madeira